# Mingo y Aníbal en la mansión embrujada
 Mingo y Aníbal en la mansión embrujada es una película de Argentina filmada en Eastmancolor dirigida por Enrique Carreras sobre su propio guion escrito en colaboración con Salvador Valverde Calvo y Roberto Peregrino Salcedo según el libro de Alfonso Paso que se estrenó el 17 de julio de 1986 y que tuvo como actores principales a Juan Carlos Altavista, Juan Carlos Calabró, Tristán, Cristina del Valle y Luis Medina Castro.

## Sinopsis
Todo comienza cuando Aníbal toma posesión de un vivero que era de su tío y lo invita a Mingo a formar una sociedad. Ambos son contratados por un cliente que aprovecha un viaje de fin de semana para que le arreglen el jardín de su mansión, pero algo tenebroso acecha allí dentro. Nuestros amigos tratarán de resolver el misterio mientras con su picardía nos harán reír a carcajadas

## Reparto
Colaboraron en la película los siguientes intérpretes:
| Actor                 | Personaje                            |
| --------------------- | ------------------------------------ |
| Juan Carlos Altavista | Mingo                                |
| Juan Carlos Calabró   | Aníbal                               |
| Tristán               | Sofanor                              |
| Cristina del Valle    | Elisa                                |
| Luis Medina Castro    | Juan, ladrón / asesino               |
| Elizabeth Killian     | Julia, dueña de la mansión           |
| Adolfo García Grau    | Policía                              |
| Guido Gorgatti        | Don Ramiro, vecino curioso           |
| Horacio O'Connor      | Carlos Martínez, dueño de la mansión |
| Néstor Robles         | Lorenzo, ladrón en ambulancia        |
| Gisella Paz           | Rosita, sirvienta                    |
| Luis E. Corradi       | Sr. García, dueño del almacén        |
| Enrique Borrás        |                                      |
| Osvaldo Caruso        |                                      |
| Julio Pelleri         |                                      |

## Comentarios
Claudio España  en La Nación opinó:

«Del texto de Alfonso Paso no queda nada .»

Clarín dijo:

«Abunda el humor clásico y en referencias de clara intención lanzadas en procura de risas.»

Manrupe y Portela escriben:

«Los dos cómicos otra vez en clave de miedo, como tantos otros desde siempre.»